# Villa (storia romana)
La villa in età romana era essenzialmente una casa grande di campagna. Sviluppata in Italia  a partire dall'età tardo-repubblicana, sorgeva come residenza padronale al centro di un complesso di edifici e di terreni destinati alla produzione agricola oppure come luogo per il riposo (otium) dalle attività e dagli affari (negotium) praticati in città.
Secondo Plinio il Vecchio e Vitruvio vi erano due tipi di villa: la villa urbana, che era una residenza di campagna che poteva essere facilmente raggiunta da Roma (o da un'altra città) per una notte o due, e la villa rustica, la residenza con funzioni di fattoria occupata in modo permanente dai servi o dagli schiavi che ci lavoravano per i padroni.

## La villa rustica in età romana

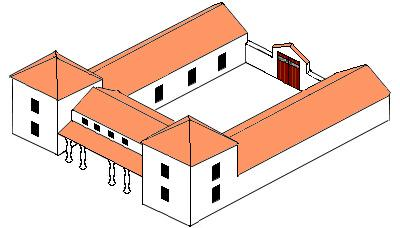
Schema di villa rustica

La villa rustica in origine era sostanzialmente il nucleo di un'azienda agraria a conduzione familiare, dove veniva prodotto ciò che era necessario al sostentamento. Col passare degli anni e l'accrescersi della potenza di Roma, che a ogni conquista trasferiva in Italia centinaia di migliaia di schiavi da sfruttare nei più svariati lavori, le ville rustiche si fecero sempre più grandi e sontuose (200-250 ettari sembra comunque la misura media) e la produzione agricola diventò un'attività il cui scopo non era più semplicemente quello di sfamare il padrone, ma anche e soprattutto di vendere i prodotti in eccesso anche su mercati lontani.
In particolare, la villa come azienda agricola fu una forma presente soprattutto in Italia centrale, dalla Campania all'Etruria (celebre la Villa Settefinestre ad Ansedonia) ed è stata considerata da alcuni studiosi come la forma produttiva più originale, efficiente e razionale che l'economia romana abbia prodotto, la più vicina a sfiorare un modo di produzione propriamente capitalistico. Le produzioni erano differenziate: piantagioni (soprattutto ulivi e vite), altre coltivazioni intensive, orti, pascoli, impianti di trasformazione, depositi, mezzi di trasporto. Si trattava, insomma, di una vera fabbrica rurale organizzata.
Il lavoro era affidato a una massa di schiavi organizzati con disciplina militare, inquadrati da sorveglianti, schiavi anch'essi, sotto la direzione di un vicario del padrone, il villicus.
Una organizzazione così complessa necessitava di solide competenze, che i romani non esitarono a tradurre in famosi testi di agronomia, complessivamente indicati come De re rustica: i tre principali sono il De agri cultura di Marco Porcio Catone, il De re rustica di Marco Terenzio Varrone e il De re rustica di Columella.
La villa era divisa in diversi settori:
- La Pars Dominica era la zona residenziale, destinata al dominus e alla sua famiglia;
- La Pars Massaricia suddivisa in:
  - La Pars Rustica era la zona destinata alla servitù e ai lavoratori dell'azienda;
  - La Pars Fructuaria era destinata alla lavorazione dei prodotti.

La progressiva riduzione degli schiavi, dovuta al concludersi della fase espansionistica dell'Impero romano (II secolo d.C.), costrinse l'aristocrazia fondiaria a cedere una parte sempre più vasta della terra a coloni. Questi ultimi, a differenza degli schiavi, erano liberi, ma legati al latifondista secondo la forma della commendatio, ovvero in cambio della protezione garantita dal padrone avevano l'obbligo di prestare servizi (corvée) e pagare canoni. Nelle ville vigeva la responsabilità collettiva del pagamento delle tasse.

## La villa urbana in età romana

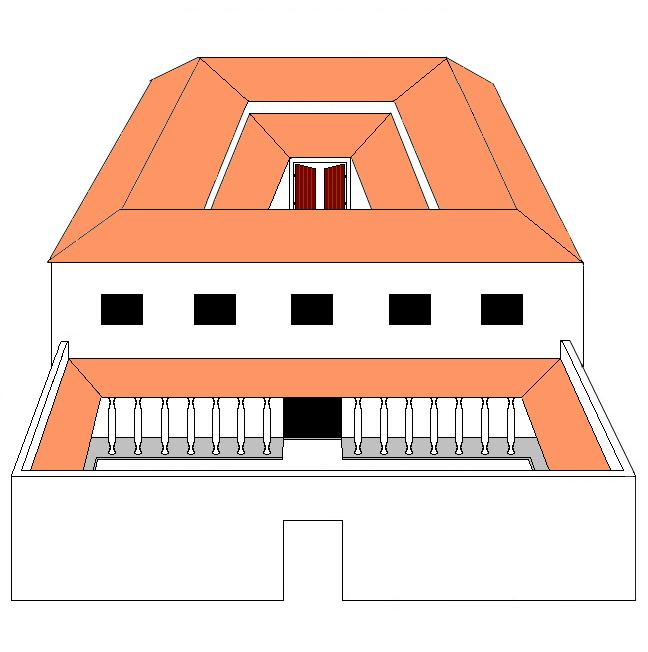
Schema di villa urbana

La villa urbana può essere considerata come la sede del prestigio e del benessere dei romani più ricchi, il luogo delle relazioni sociali. Col tempo le ville urbane andarono ampliandosi, diventando pian piano simili alle residenze cittadine. Dotate di ogni comodità, spesso erano più grandi delle domus di città ed erano auto-sussistenti. Potevano avere biblioteche, sale di lettura, stanze per il bagno caldo, freddo e tiepido, una piscina scoperta ed una palestra. Ampi porticati permettevano passeggiate all'aperto. Erano circondate da parchi e giardini molto curati.
Una delle ville romane più maestose che si possono tuttora visitare è Villa Adriana, a Tivoli (nel Lazio). Vanno ricordate anche la villa del Complesso archeologico di Baia (nei pressi di Napoli) e quella del Parco archeologico di Posillipo, la Villa dei Misteri a Pompei, la Domus Aurea di Nerone a Roma, la villa del Casale nei pressi di Piazza Armerina (in provincia di Enna), la villa di Casignana (in provincia di Reggio Calabria) ed altre sparse nel territorio dell'Impero romano.

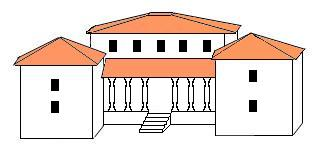
Schema di villa porticata

## La villa in epoca medievale

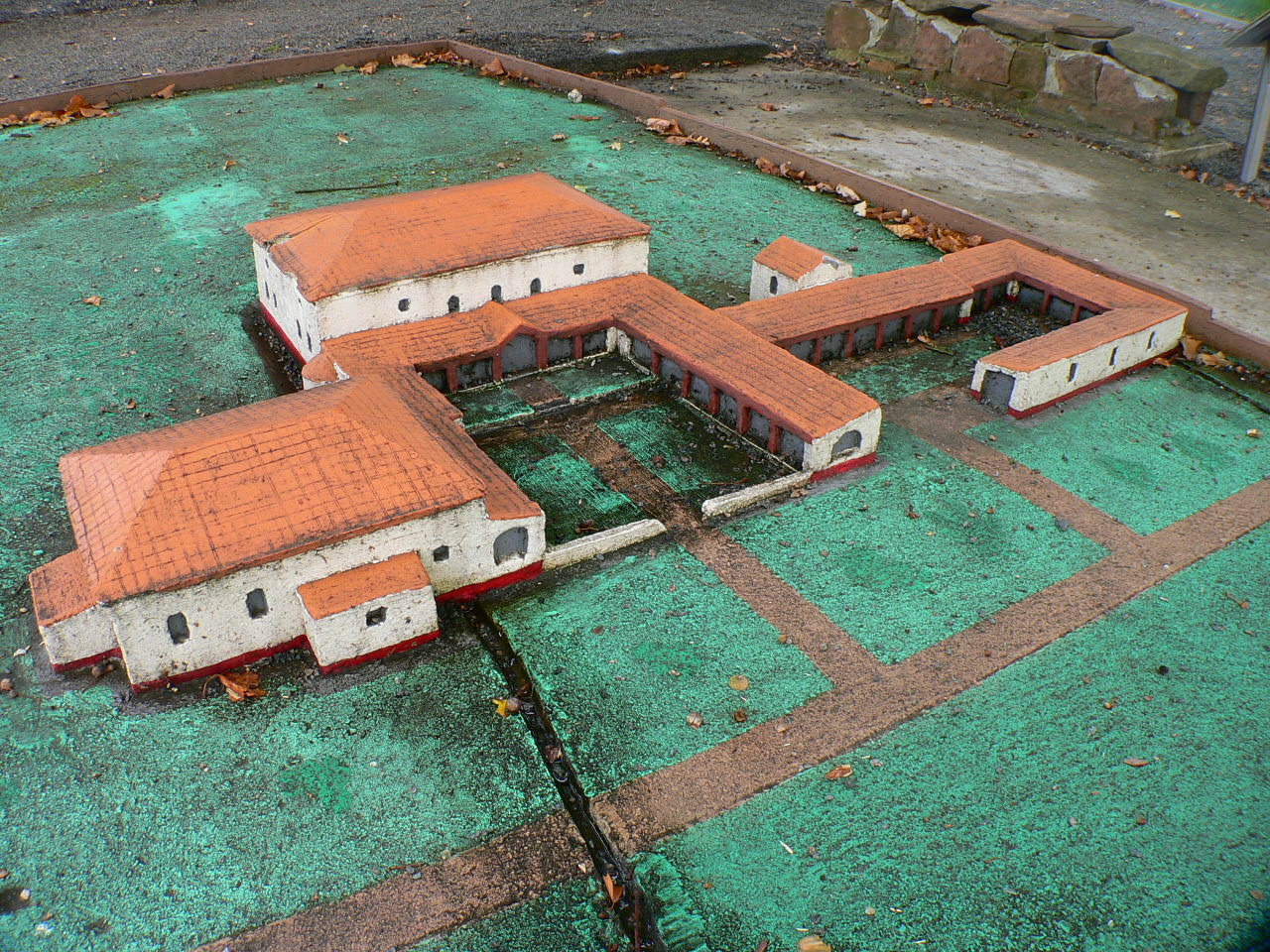
Modello della villa romana nei pressi di Hummetroth.

Dopo le invasioni barbariche, i latifondisti usavano i barbari come milizia per tenere soggiogati i coloni affinché non si ribellassero.
Dopo l'invasione longobarda le ville rimasero in mano ai latifondisti latini, ma erano particolarmente spremute fiscalmente. Da questo periodo presero a chiamarsi curtes. Ogni villa o curtis poteva avere un'estensione tra i 100 ed i 10.000 ettari (in quest'ultimo caso se include area boschiva), anche suddivisi in più appezzamenti sparsi (anche fino a 40). Poteva essere laica oppure ecclesiastica.
La Pars rustica era divisa in appezzamenti chiamati manso affidati al singolo colono. I mansi potevano avere estensione tra 5 e 30 ettari. Esistevano anche mansi liberi da sudditanza, ed erano chiamati mansi allodiali, che potevano anche essere uniti in villaggi. A partire dall'anno mille la Pars Dominica cominciò ad essere venduta a borghesi imprenditori, con redditi ottenuti dai diritti bannali.